# سید مرتضی صالحی خوانساری
سید مرتضی صالحی خوانساری (زادهٔ ۱۳۱۸ - درگذشته ۱۳ اسفند ۱۳۹۷) نمایندهٔ حوزهٔ انتخابیهٔ گلپایگان و خوانسار در دورهٔ پنجم مجلس شورای اسلامی بوده‌است.